# Geoffrey Howe
Richard Edward Geoffrey Howe, Barón Howe de Aberavon (Port Talbot, Gales; 20 de diciembre de 1926–Warwickshire, Inglaterra; 9 de octubre de 2015) fue un político del Partido Conservador británico. Fue el ministro que más tiempo permaneció en el gabinete de Margaret Thatcher, donde estuvo por aproximadamente diez años y ocupó las posiciones de Ministro de Hacienda, Ministro de Relaciones Exteriores y del Commonwealth, Líder de la Cámara de los Comunes, Lord Presidente del Consejo y Vice primer ministro del Reino Unido. Su renuncia el 1 de noviembre de 1990 debido a desacuerdos con la política europea de Thatcher es ampliamente considerada como una causa decisiva en la caída de la mandataria tres semanas después.
Durante su tiempo en la Cámara de los Comunes (1964-1966 y 1970-1992), Howe fue miembro del Parlamento (MP) por Bebington (1964-1966), Reigate (1970-1974) y East Surrey (1974-1992). También ocupó la cartera de Hacienda en el Gabinete en la sombra de Margaret Thatcher y desde 1992 hasta mayo de 2015 fue par vitalicio de la Cámara de los Lores con el título de Lord Howe de Aberavon. Estaba casado con Elspeth Howe, también miembro de la Cámara de los Lores bajo el título de Baronesa Howe de Idlicote.
En mayo de 2015 Howe se retiró de la Cámara de los Lores tras más de medio siglo en el Parlamento. Cinco meses después, el 9 de octubre de 2015, murió tras un aparente paro cardiaco.

## Primeros años
Geoffrey Howe nació en 1926 en Port Talbot (Gales). Estudió en el colegio Bryntirion, una escuela preparatoria en Bridgend, y luego en los colegios ingleses Abberley Hall y Winchester College. Desde 1945 hasta 1948 fue teniente de la Royal Corps of Signals en el este de África y luego prosiguió con sus estudios en el Trinity Hall de la Universidad de Cambridge, de donde se graduó como abogado en 1952.
Mientras estudiaba leyes, fue presidente de la Cambridge University Conservative Association (en español, «Asociación conservadora de la Universidad de Cambridge»). Se presentó como candidato del Partido Conservador en Aberavon para las elecciones generales de 1955 y 1959, saliendo segundo en ambas. En 1955 fue presidente del Bow Group, un think tank conservador del cual formó parte desde su creación en 1951 y editó su revista Crossbow entre 1960 y 1962.
En 1964 logró entrar a la Cámara de los Comunes por Bebington y en 1970 fue nombrado sub-fiscal general de Inglaterra y Galés. Desde 1972 hasta la caída del gobierno conservador de Edward Heath en 1974, fue ministro de Estado de la cartera de Comercio e Industria. En 1975 se presentó en la segunda votación para la presidencia del partido, en donde salió tercero (junto a James Prior) y obtuvo el 6,9% de los votos, frente al 53,3% obtenido por Margaret Thatcher. Tras la elección, Thatcher apuntó a Howe como su Ministro de Hacienda en la sombra. Desde este puesto elaboró, con la ayuda de otros parlamentarios, una declaración de la oposición sobre el desarrollo de nuevas políticas económicas titulada The Right Approach to the Economy (en español, «El correcto enfoque en la economía»).

## Gabinete

### Ministro de Hacienda
Con la victoria del Partido Conservador en las elecciones de 1979, Geoffrey Howe pasó a ocupar el puesto de Ministro de Hacienda en el gobierno de Margaret Thatcher. Su gestión se caracterizó por políticas radicales para reformar las finanzas públicas, reducir la inflación y liberalizar la economía. Howe abolió los controles de cambio, redujo el gasto público y el Impuesto a la renta y aumentó los impuestos indirectos y el Impuesto al valor agregado. El presupuesto de 1981 elaborado por Howe fue duramente criticado, en especial por la idea de deflación en la economía en tiempos de recesión. En una carta al The Times, 364 académicos alegaron que «el presupuesto no tenía base en teoría económica y en pruebas de apoyo» y que «amenazaba la estabilidad política y social de Gran Bretaña».
Sus propuestas se basaban en que reduciendo el déficit, en ese momento de 9,3 billones (3,6% del PBI) y controlando la inflación, las tasas de interés a largo plazo declinarían, re-estimulando la economía. En el momento del presupuesto de 1981 la inflación rondaba el 15% y se dirigía al 20%, logrando bajar finalmente en 1982. Las tasas de interés a largo plazo, por su parte, también declinaron, de 14% en 1981 a 10% en 1983. Finalmente, la economía lentamente salía de la recesión. Sin embargo, el desempleo, ya muy alto, alcanzó un pico de 12%, el más alto desde la década del treinta.

### Secretario de Relaciones Exteriores
Luego de las elecciones de 1983, Thatcher nombró a Howe como secretario de Relaciones Exteriores, un puesto que mantuvo durante seis años. Desde este cargo se opuso fuertemente a sanciones económicas a Sudáfrica por el apartheid diciendo que tarde o temprano Sudáfrica se reformaría «debido al abrumador peso del sentido común». Uno de los principales ejes de su mandato fue la integración del Reino Unido con la Comunidad Europea y su apoyo al ingreso del Reino Unido al MTC, lo que le causó fuertes diferencias con Thatcher. Las diferencias llegaron a tal punto que Howe y Nigel Lawson (sucesor de Howe en el puesto de secretario de Relaciones Exteriores) se reunieron con Thatcher y la amenazaron con renunciar. Como representante del Reino Unido en el Consejo de Seguridad de las Naciones Unidas apoyó sanciones y el embargo de armas a Irán, diciendo que las medidas de fuerza son necesarias para demostrar que el Consejo «no carece de valor o es ineficaz».
Howe ocupó además la presidencia del Consejo en septiembre de 1985.
A poco de asumir y previamente a la invasión estadounidense de Granada, Estados Unidos pidió consejo al gobierno británico. Tanto Thatcher como Howe se opusieron fuertemente a la invasión a la excolonia británica, pero Estados Unidos invadió de todos modos, lo cual molestó al gobierno por la poca importancia que el país americano le dio a la opinión británica. En 1984 Howe encabezó las negociaciones con China por la condición política y económica de Hong Kong, algo considerado por algunos como uno de sus mayores logros. Finalmente, el Reino Unido y China firmaron una declaración conjunta basada en el ideal Un país, dos sistemas en el cual el Reino Unido se comprometía a entregar la soberanía de Hong Kong a China bajo ciertas condiciones. La declaración decía «Hemos acordado [...] la estructura y principales asuntos en un acuerdo que preservará el estilo único económico y de modo de vida de Hong Kong [...] los sistemas económicos y sociales de Hong Kong, su distintivo modo de vida y su posición como centro financiero e industrial serán asegurados». Andrew McEwen de The Times dijo «Geoffrey Howe es la gota de agua en una roca que eventualmente se abre camino». Posteriormente, Kevin Theakston, haciendo alusión al eslogan de la declaración sobre Hong Kong dijo «un gobierno, dos políticas exteriores» en alusión a las diferencias entre Howe y Thatcher.

### Vice primer ministro
En julio de 1989 Howe fue remplazado en su puesto por John Major y fue nombrado Vice primer ministro y Líder de la Cámara de los Comunes. Fue tomado por algunos como una represalia de Thatcher por el asunto de la Comunidad Europea y su puesto fue calificado como un «título sin valor» y como posiciones «que sonaban pomposamente pero carecían completamente de poder». Howe incluso perdió beneficios tales como la Residencia Chevening pero recibió apoyo de sus compañeros conservadores durante su primer discurso como vice primer ministro, algo nombrado como «una advertencia a Thatcher».
El 1 de noviembre de 1990 Howe renunció a sus posiciones en el Gabinete. El 13 de ese mes pronunció su famoso discurso de renuncia, en donde criticó fuertemente a Thatcher por correr grandes riesgos por el futuro del país y por su política europea. Su fuerte discurso es ampliamente considerado de haber servido de incentivo para la candidatura de Michael Heseltine para disputarle la presidencia del partido a la primera ministra. Es a su vez considerado en extensión como causante de la renuncia de Margaret Thatcher tan solo unas semanas después, el 22 de noviembre de 1990. The Telegraph publicó un artículo en el 2010 titulado El momento en que una oveja negra hirió fatalmente a nuestra reina guerrera y dijo que «El discurso de Geoffrey Howe hace 20 años electrificó a la Cámara y cambió la historia» aunque otros como Jeremy Paxman de The Independent consideran que «Margaret Thatcher se suicidó». Cinco días después de su renuncia John Major sería electo líder del partido Conservador.

El conflicto de lealtades, de lealtades a mi Muy Honorable amiga la primera ministra —y, después de todo, luego de dos décadas juntos ese instinto de lealtad es muy fuerte— y de lealtad a lo que yo creo son los verdaderos intereses de la nación, se ha hecho muy grande. Ya no creo que sea posible resolver este problema desde adentro del Gobierno. Es por eso que he renunciado. Al hacerlo he hecho lo que creí correcto para mi partido y mi país. El tiempo ha llegado para que otros consideren su propia reacción al trágico conflicto de lealtades con él cuál he luchado por capaz demasiado tiempo.

En una carta a Howe la mandataria expresó «como ministro de Hacienda llevaste el mayor peso para implementar nuestras medidas económicas: y lo hiciste con tal coraje y fortaleza ante los muchos intentos de desestabilizarnos. Los cimientos del éxito económico de Gran Bretaña en los ochenta se deben a esos primeros años y en particular al presupuesto de 1981». Sobre su gestión al frente de la cartera de Relaciones Exteriores dijo «[desde ese puesto] contruiste sobre el éxito económico para devolver a Gran Bretaña su posición en el mundo [...] tu paciente negociación con el gobierno chino aseguró el futuro de Hong Kong: y luego aplicaste la misma habilidad de negociación con España por Gibraltar. Hiciste una gran parte en restaurar nuestras relaciones con la Unión Soviética y con los países de Europa del Este, mientras emergían de la sombra del comunismo». Sobre Europa mencionó «que las diferencias no eran tan importantes como él pensaba» y finalmente concluyó que «estaba muy triste personalmente» por la decisión de Howe.

## Actividad posterior
Tras su renuncia Howe volvió a los Backbenches en donde permaneció hasta 1992, cuando se retiró definitivamente de la Cámara de los Comunes. Howe fue nombrado par vitalicio de la Cámara de los Lores bajo el título de Baron Howe of Aberavon. Desde ese puesto Howe ha debatido sobre relaciones exteriores y sobre las políticas sobre Europa y se ha opuesto fuertemente al plan del gobierno para convertir a los Lores en una cámara mayoritariamente electa por el pueblo.
Además, Howe fue presidente del Centro Gran Bretaña-China desde 1992 y patrón de la UK Metric Association, un grupo cuyo fin es la promoción de la Metrificación en el Reino Unido.
En 1994 publicó sus memorias con su libro Conflict of Loyalty (en español, «Conflicto de lealtades»). El ex-viceprimerministro dijo haber visto en 2012 la película The Iron Lady, en donde su persona fue interpretada por Anthony Head, pero evitó hacer declaraciones. Head se reunió con Howe en la Cámara de los Lores y el actor luego comentó «Esta un poco encorvado pero todavía es Geoffrey Howe» y dijo que le preguntó si había algo por lo que se disculparía y Howe respondió que no, que «sabía que había hecho lo correcto». En 2013, asistió al funeral de Margaret Thatcher en la Catedral de San Pablo de Londres y poco después dijo «Es todavía algo que me apena mucho que el triunfo de los años de Thatcher se viese estropeado por su tragedia luego, a veces menos considerada [...] Se presume que Napoleón dijo que la mayor alegría que podía conseguir un político es seguir teniendo enemigos cien años después de su muerte. Margaret no podía esperar menos».
En mayo de 2015, tras más de medio siglo en el Parlamento, Howe se retiró de la Cámara de los Lores. El 9 de octubre de ese mismo año murió tras un aparente paro cardiaco. El primer ministro David Cameron expresó que los conservadores «habían perdido a uno de sus grandes» y que Howe había sido «el héroe silencioso» del gabinete de Thatcher.